# Sacra di San Michele
La Sacra de San Michel (italià Sacra di San Michele) és una abadia ubicada dalt del cim Pirchiriano (936 m), pertanyent al municipi de Sant'Ambrogio di Torino, que tanca la vall de Susa al Piemont, i obre les vistes a la plana de Torí.
A la seva falda, des de la qual es pot contemplar la vertiginosa altura, tant de la muntanya com dels edificis, s'hi troben la petita localitat de Ciusa, conquerida per Carlemany entre els anys 773 i 774, abans d'envair la plana de Torí. Aquest monestir benedictí, que els torinesos anomenen simplement La Sacra, és un dels edificis més famosos i més excepcionals del romànic a Europa. Per a accedir al complex monàstic s'han de pujar 243 graons esgotadors, però una vegada al cim es pot gaudir d'unes vistes sorprenents dels voltants.
La massissa arquitectura del monestir, que sembla una fortificació, deixa una petjada profunda. Les roques es fonen amb els fonaments i amb les escales de les tres capelles que constitueixen el complex, junt amb l'església de Sant Miquel. En el segle vii o en el VIII ja existia en la roca un petit oratori, abans que arribés el duc Hug von Montoissier, l'any 999, i ordenés construir un monestir i un alberg per a pelegrins. El conjunt es consagrà a l'arcàngel sant Miquel, l'àngel que custodia les altures i les profunditats. De la mateixa manera que les altres esglésies i monestirs dedicats a sant Miquel, aquest complex també es troba en un lloc que comporta perill: l'ascens a les esferes celestials és costerut i la caiguda amenaça ser profunda.
La Sacra va viure el seu floriment en els segles xi i xii, ja que es troba en l'encreuament de tres camins de peregrinació medievals: la via Francigena, de Canterbury a Roma, el camí de Sant Jaume i el camí de Sant Miquel, des del mont Saint-Michel a Bretanya, fins al monte Sant'Angelo, a la regió de la Pulla (Itàlia). Encara avui arriben pelegrins d'arreu del món, que aprofiten l'hospitalitat dels monjos i troben en aquest lloc un centre d'espiritualitat molt especial.

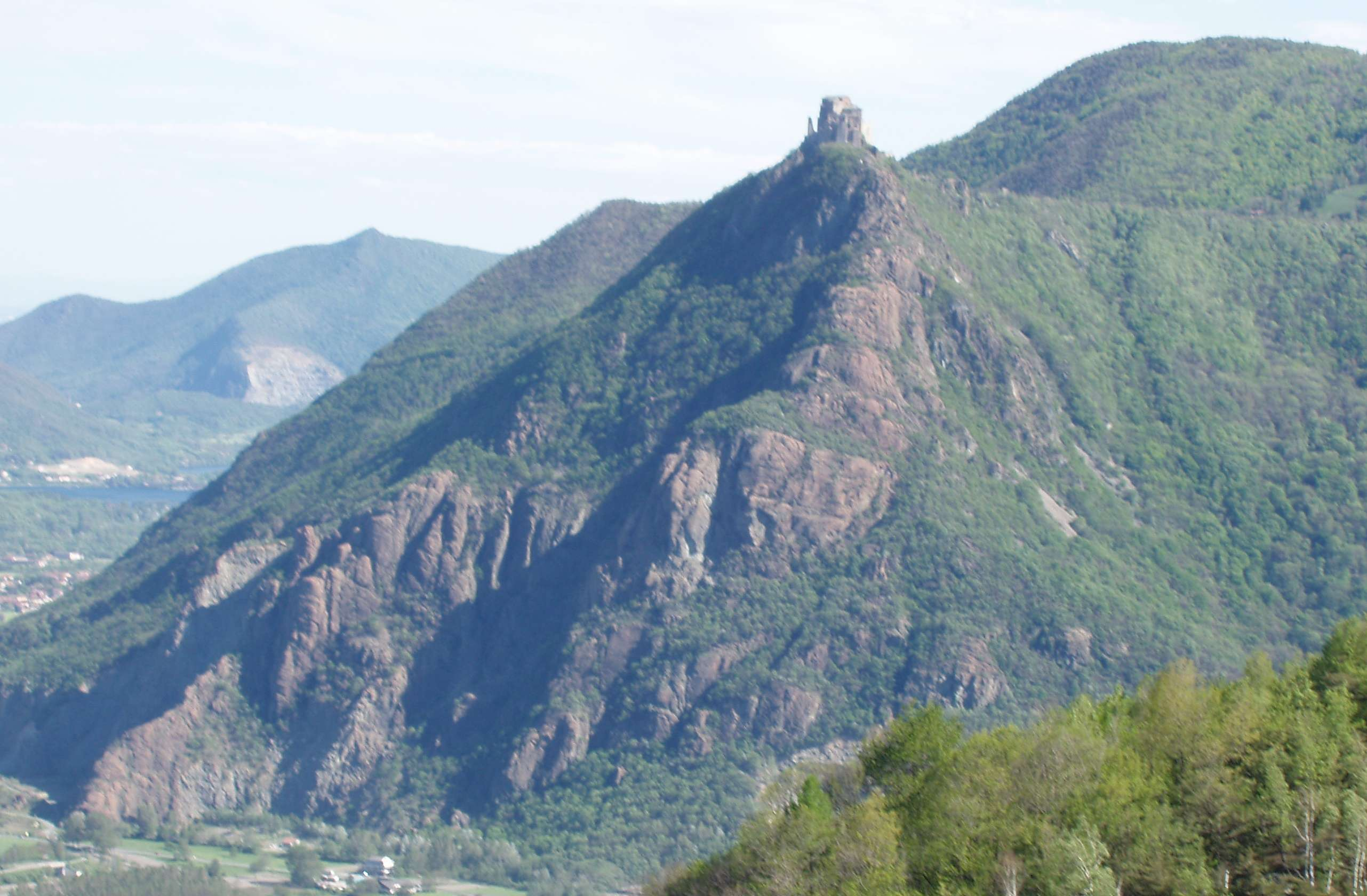
Vista del mont Pirchiriano

## Curiositats
En el segle xx es donà a conèixer la Sacra di San Michele arreu del món mercès a la novel·la El nom de la rosa, d'Umberto Eco, el qual s'inspirà en aquest impressionant monestir per escriure la seva obra. Tot i la imposant abadia de la Sacra, el film es va rodar al monestir cistercenc d'Eberbach (Alemanya), molt més accessible. Umberto Eco va quedar tan descontent de la pel·lícula que va renunciar a vendre els drets de cap més novel·la seva.